# وولکا کورچووسکا
وولکا کورچووسکا (به لاتین: Wólka Korczowska) یک روستا در لهستان است که در گمینا وومازه واقع شده‌است.